# Tyson Beckford
Tyson Craig Beckford (Nova York, 19 de dezembro de 1970) é um ator e modelo norte-americano que teve uma participação no seriado My Wife and Kids. Participou também no clipe de Toni Braxton Unbreak My Heart, "Toxic" de Britney Spears e do mais recente clipe de Mariah Carey "Infinity".